# Балтийская биржа
Балтийская биржа (Baltic Exchange, Бо́лтик Эксчэ ́йндж) — товарная и фрахтовая биржа, действующая как независимый глобальный рынок по заключению брокерских контрактов на морские перевозки. Организация выступает посредником между покупателями и продавцами этих контрактов, обеспеченных реальными активами, и форвардных соглашений (фьючерсов) по доставке различных грузов. В настоящее время является некоммерческой организаций (ассоциацией ряда компаний). Центральный офис расположен в Лондоне.

## История
В 1744 году владельцы кофейни Virginia and Maryland на Треднидл-стрит сменили название на Virginia and Baltick чтобы лучшим образом отразить деятельность купцов, судовладельцев и других постоянных посетителей, которые встречались здесь для заключения сделок по перевозке грузов морем. Общие интересы сторон касались, в основном, торговли салом, маслами, льном, пенькой и зерном из стран балтийского региона.

В 1823 году был сформирован исполнительный комитет, установлены первые официальные правила и процедуры. Была создана частная Комната собраний, допуск в которую строго контролировался. Все это помогло избавиться от спекуляции на бирже. 
В 1857 году была основана компания The Baltic Company Limited. Основная цель её создания — покупка здания больших размеров, поскольку количество судовладельцев и брокеров росло, вследствие аннулирования хлебных законов в 1846 году. Например, к 1859 году число членов биржи возросло до 737.

В 1902 году произошло слияние The Baltic Company Ltd, London Shipping Exchange и City of London Exchange Syndicate Ltd. Новая крупная компания переехала в новое здание на Сэнт-Мэри Экс.
10 апреля 1992 года здание Балтийской биржи подверглось теракту со стороны ИРА. Погибло 3 человека, фасад здания был сильно разрушен. Биржа переехала в соседнее здание по Сэнт-Мэри Экс, 38, Лондонский Ллойд.

## Руководство
По состоянию на начало 2011 года:
- Исполнительный директор: Jeremy Penn
- Председатель Совета директоров: Mark Jackson
- Глава финансового отдела: Duncan Bain
- Связи с общественностью: Bill Lines

## Информация о рынке
Балтийская биржа проводит независимое оценивание рынка морских перевозок, анализирует состояние более 50 морских торговых маршрутов, предоставляет данные по актам распоряжения имуществом, договорам фрахтования и другую информацию.
Биржа ежедневно публикует шесть индексов:
- Baltic Dry Index (BDI)
- Baltic Capesize Index (BCI)
- Baltic Panamax Index (BPI)
- Baltic Supramax Index (BSI)
- Baltic Handysize Index (BHSI)
- Baltic International Tanker Routes (BITR)